# Slicin' Sand
Slicin' Sand (Lit. "cortando arena") es una canción grabada por Elvis Presley para la película Blue Hawaii en 1961. El tema en sí, compuesto por Sid Tepper y Roy C. Bennett, los cuales habían escrito varias de las canciones del álbum de la banda sonora de película, resulta en la interpretación de Presley, una fusión frenética y algo desenfrenada entre rock and roll con música tradicional de Hawaii que sigue el estilo de la exitosa canción del mismo álbum Rock-A-Hula Baby
Si bien existe alguna edición de Slicin' Sand como disco sencillo, éste no fue sacado al mercado por RCA de manera oficial  por lo que Slicin' Sand se mantuvo oportunamente siempre como uno de los temas del álbum Blue Hawaii, que resultó potencialmente exitoso alcanzando rápidamente el estatus de disco de oro y en los años venideros se esgrimió como triple disco de platino certificado por la RIAA.

## Grabación
Elvis Presley grabó Slicin' Sand el 21 de marzo de 1961 en el estudio Radio Recorders de Hollywood, California, uno de los estudios independientes de mayor envergadura del mundo entre las décadas de 1940 y 1950.  Las sesiones de grabación del total de los temas del álbum Blue Hawaii se llevaron a cabo entre los días 21, 22 y el 23 de marzo de 1961 y Slicin' Sand se registró en el primer día de grabación. RCA sacó el material a la venta el 20 de Octubre del mismo año. 

## Letra
La letra es una invitación a la diversión donde se propone un baile en la playa, algo que se ve reflejado en la secuencia coreografiada de la película donde Elvis baila de manera alocada en compañía de su prometida en la ficción, Joana Blackman, junto a sus amigas y un grupo de nativos de la isla.  
Take off your shoes, put down your hair
Turn on the music and we'll get somewhere
Dance, dance, dance, til nose gets tan
We're gonna have us a ball on the beach

a-slicin' sand  

## Ediciones en la discografía de Elvis Presley
- Blue Hwaii (álbum) RCA - 1961
- The Complete Elvis Presley Masters  - RCA 19 de Octubre de 2010 [7]
- Elvis* – Blue Hawaii (Collector's Edition) BMG - 1997  [8]

## En la cultura popular
La pieza apareció en el vídeo de Disney Sing-Along Songs, Beach Party at Walt Disney World , donde fue interpretada como cierre por el elenco de Mickey's Fun Songs , junto con Aladdin y Jasmine .
La canción también se escuchó al comienzo de Stitch! The Movie , continuando con la tendencia de mostrar la música de Presley en la franquicia .